# Землянки (Чугуївський район)
Земля́нки — село в Україні, у Вовчанській міській громаді Чугуївського району Харківської області. Населення становить 338 осіб. До 2020 орган місцевого самоврядування— Землянська сільська рада. Засноване в 1850 році. З 24 лютого 2022 по 12 вересня 2022 року знаходилось в окупації.

## Географія
Село Землянки знаходиться, в основному, на лівому березі річки Вовча, на кордоні з Росією, вище за течією примикає село Старий (Росія), нижче — село Бударки.

## Історія
Під час організованого радянською владою Голодомору 1932—1933 років померло щонайменше 500 жителів села.
12 червня 2020 року, відповідно до Розпорядження Кабінету Міністрів України  № 725-р «Про визначення адміністративних центрів та затвердження територій територіальних громад Харківської області», увійшло до складу Вовчанської міської громади.
19 липня 2020 року, в результаті адміністративно-територіальної реформи та ліквідації Вовчанського району, село увійшло до складу Чугуївського району.
З 24 лютого 2022 по 12 вересня 2022 року знаходилось в окупації.
24 жовтня 2022 року окупанти намагались атакувати населений пункт.
25 грудня 2022 року російський агресор завдав мінометних та артилерійських обстрілів у районі населеного пункту.
17 січня 2023 року російські війська обстріляли село з мінометів та артилерії.
20 листопада 2023 року ворожих обстрілів із артилерії, мінометів та іншого озброєння зазнали щонайменше 16 населених пунктів області.
"Зокрема, під ворожим вогнем перебували Червона Зоря Богодухівського району, Плетенівка, Землянки, Бударки, Федорівка Чугуївського району, Дворічна, Синьківка, Іванівка, Берестове Куп'янського району та інші населені пункти. За добу постраждалих серед цивільних не зафіксовано", - повідомив голова Харківської ОВА Олег Синєгубов.

## Економіка
- У селі є вівцетоварна ферма.
- «ЛАН», виробничо-сільськогосподарський обслуговуючий кооператив.

## Пам'ятки
- Братська могила радянських воїнів. Поховано 80 воїнів.
- Пам'ятник воїнам-односельцям. 1941—1945 р.